# Bell AH-1Z Viper
Bell AH-1Z Viper tudi "Zulu Cobra" je ameriški dvomotorni jurišni helikopter, ki je bil razvit za Ameriške marince. Zasnovan je na podlagi AH-1W SuperCobra. AH-1Z ima nov štirikraki glavni rotor, nadgrajeno transmisijo in nove oborožitvene sisteme.
Bell je razvil različico Cobre s štirikrakim glavnim rotorjem že leta 1979. Nov nadgrajeni helikopter z boljšimi oborožitvenimi sistemi je dobil oznako "Cobra II", vendar ni vstopil v serijsko proizvodnjo. Leta 1993 je Bell predlagal CobroVenom, ki je nesupešno konkurirala proti AH-64D.
Leta 1996 je Bell dobil pogodbo za t. i. "H-1 nadgradnjo: 180 AH-1W v AH-1Z in 100 UH-1N v UH-1Y. AH-1Z in UH-1Y imata skupni oziroma podobni repni del, motorje, rotorski sistem, avioniko in druge komponente.

## Specifikacije(AH-1Z)
Podatki iz Bell Specifications, The International Directory of Military Aircraft, 2002–2003, Modern Battlefield Warplanes
Splošne karakteristike
- Posadka: 2: pilot, operater orožja
- Število sedežev: 6661 lb (3021 kg)
- Dolžina: 58 ft 3 in (17,8 m)
- Premer rotorja: 48 ft (14,6 m)
- Višina: 14 ft 4 in (4,37 m)
- Površina rotorjev: 1808 ft² (168,0 m²)
- Teža praznega letala: 12300 lb (5580 kg)
- Uporaben tovor: 5764 lb (2620 kg)
- Maks. vzletna teža: 18500 lb (8390 kg)
- Pogon letala: 2 ×  turbogredni motor General Electric T700-GE-401C, 1800 KM (1340 kW)  vsak
- Rotor: 4-kraki glavni, 4-kraki repni

 Zmogljivost 
- Neprekoračljiva hitrost: 222 vozlov (255 mph, 411 km/h)
- Potovalna hitrost: 160 vozlov (184 mph, 296 km/h)
- Doseg: 370 nmi (426 mičj, 685 km)
- Bojni radij: 125 nmi (144 milj, 231 km) s 2500 lb (1130 kg) tovora
- Višina leta: 20000+ ft (6000+ m)
- Hitrost vzpenjanja: 2790 ft/min (14,2 m/s)

Oborožitev

- Strelno orožje: 1 x 20 mm (0.787 in) MM197 tricevni Gatlingov top 750 nabojev
- Nosilci za orožje: 6 nosilcev
- Rakete: 2.75 in (70 mm) Hydra 70 rakete ali APKWS II[9]
- Izstrelki: 

  - 2 raketi zrak-zrak AIM-9 Sidewinder (za samoobrambo)
  - Protioklepne rakte AGM-114 Hellfire, največ 16 raket

Letalska elektronika

- Lockheed Martin / Northrop Grumman AN/APG-78 Longbow radar[10]